# Moringen
Moringen is een gemeente in de Duitse deelstaat Nedersaksen, gelegen in het Landkreis Northeim. De stad telt 6955 inwoners (2019).

## Geografie, verkeer
Moringen heeft een oppervlakte van 82 km² en ligt in het midden van Duitsland, 9 km ten westen van Northeim. Het ligt aan de oostelijke flank van het Wezerbergland, ten westen van het dal van de Leine in Northeim.   Het spoorwegstation van de stad, aan de spoorlijn Ottbergen - Northeim, is in 1984 gesloten. Openbaar-vervoerreizigers zijn op de bus naar Northeim aangewezen, en kunnen van daar per trein verder reizen. 
Op 5 km van het stadje bereikt men afrit 70 van de Autobahn A7, als men vanuit Moringen over de Bundesstraße 241 oostwaarts rijdt. Ten zuiden van Moringen ligt Hardegsen (6 km over de B 241). Via binnenweggetjes in noordelijke richting bereikt men na 18 km de stad Einbeck.

## Economie
In de 20e eeuw kende Moringen een aantal kleine en middelgrote industriële ondernemingen. Anno 2021 is daarvan alleen een kleine machinefabriek overgebleven.
De landbouw is, vanwege de vruchtbaarheid van de grond in deze streek, van belang gebleven. Vanwege  het natuurschoon in de omgeving  is er ook enig toerisme.

## Stadsdelen
- Behrensen
- Blankenhagen
- Fredelsloh
- Großenrode
- Lutterbeck
- Moringen-stad
- Nienhagen
- Oldenrode
- Thüdinghausen

## Geschiedenis
Moringen wordt in een document uit het jaar 983 voor het eerst genoemd. Wanneer de plaats stadsrechten verwierf, is niet meer bekend, maar dit was in ieder geval voor het jaar 1350. De noordelijke wijk (Oberdorf, rondom de Martinikerk) was daarvan uitgezonderd, deze bleef tot in de 20e eeuw een min of meer apart boerendorp. In de 13e en vroege 14e eeuw was Moringen een twistappel tussen twee adellijke heren, te weten de graven von Dassel en de heren von Rosdorf.

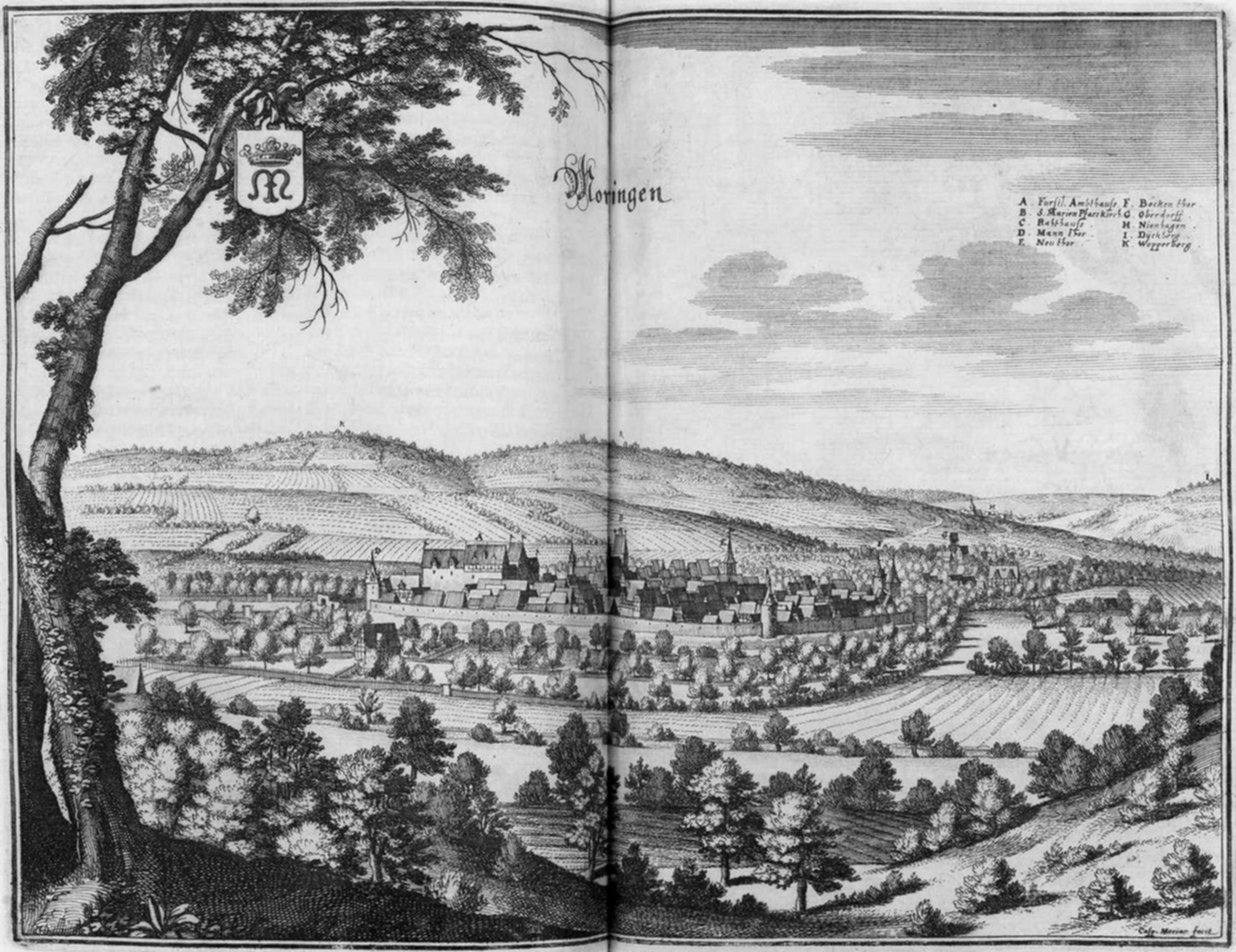
Merian-ets van Moringen, midden 17e eeuw

In 1734 werd het stadje door een grote brand nagenoeg geheel verwoest. Daarna werd het, met stenen huizen en bredere straten, herbouwd.

### Concentratiekamp Moringen

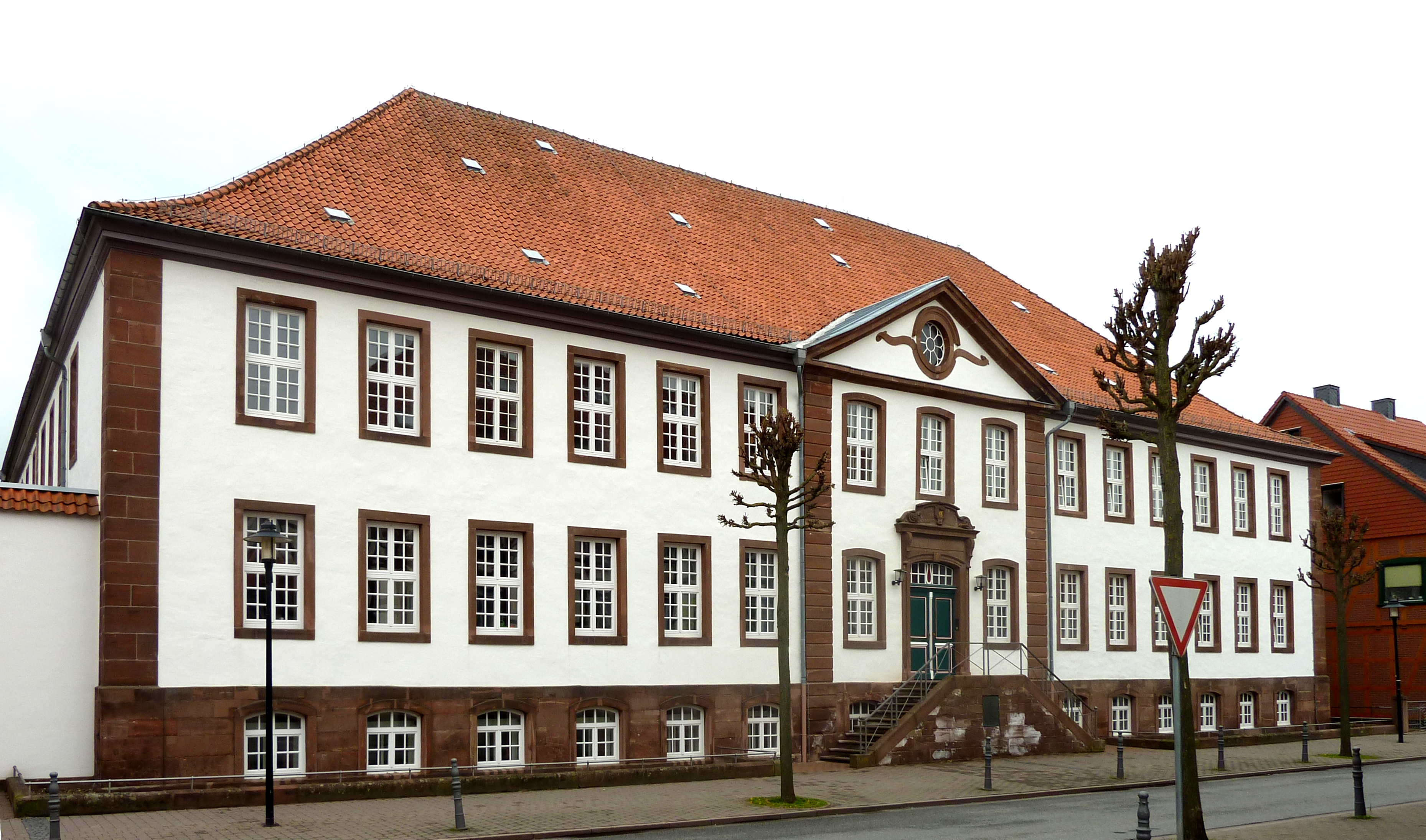
Ziekenhuis, voormalig stafgebouw van het concentratiekamp

In een in 1732 als weeshuis gerealiseerd gebouw, dat na de Tweede Wereldoorlog een psychiatrisch ziekenhuis zou gaan herbergen, was van 1933 tot 1938 een vrouwen-concentratiekamp ingericht, waar voornamelijk vrouwelijke Jehova's Getuigen werden opgesloten. Daarnaast was er, op initiatief van Reinhard Heydrich,  van juni 1940 tot aan de bevrijding in april 1945 een speciaal jongeren-concentratiekamp gevestigd voor jongens en jongemannen van 13-22 jaar. Voor meisjes en jonge vrouwen bestond het soortgelijke Kamp Uckermark. 
Van de minstens 1.400 gevangenen zijn er gedurende de nazi-tijd ten minste 56 omgekomen, o.a. door uitputting, verhongering, zelfmoord of mishandeling.
De nazi's hadden de gevangenen in 8 groepen ingedeeld, waarvan de indeling door de beruchte, racistische nazi-arts Robert Ritter was bedacht:
- Beobachtungsblock (B-Block), observatieblok
- Block der Untauglichen (U-Block), zij die nergens voor bruikbaar zijn
- Block der Störer (S-Block), lastige jongens
- Block der Dauerversager (D-Block), zij die nergens in slagen
- Block der Gelegenheitsversager (G-Block), zij die soms nergens in slagen
- Block der fraglich Erziehungsfähigen (F-Block), zij, van wie het twijfelachtig is, of zij heropgevoed kunnen worden
- Block der Erziehungsfähigen (E-Block), zij, die heropgevoed kunnen worden; uit deze groep werd een klein aantal gevangenen na verloop van tijd vrijgelaten
- Stapo-Block (ST-Block), jonge communisten en andere politieke tegenstanders van het nationaalsocialisme en de zgn. Swing-Jugend, jongeren die fans waren van de Amerikaanse jazzmuziek en cultuur, die door de nazi's als entartet werd beschouwd.

Er is een gedenkcentrum aanwezig (KZ-Gedenkstätte Moringen).

## Bezienswaardigheden
- Streekmuseum in het voormalige stadskasteel, met o.a. een interessante verzameling vlaggen en vaandels
- Kloosterkerk Fredelsloh

## Galerij

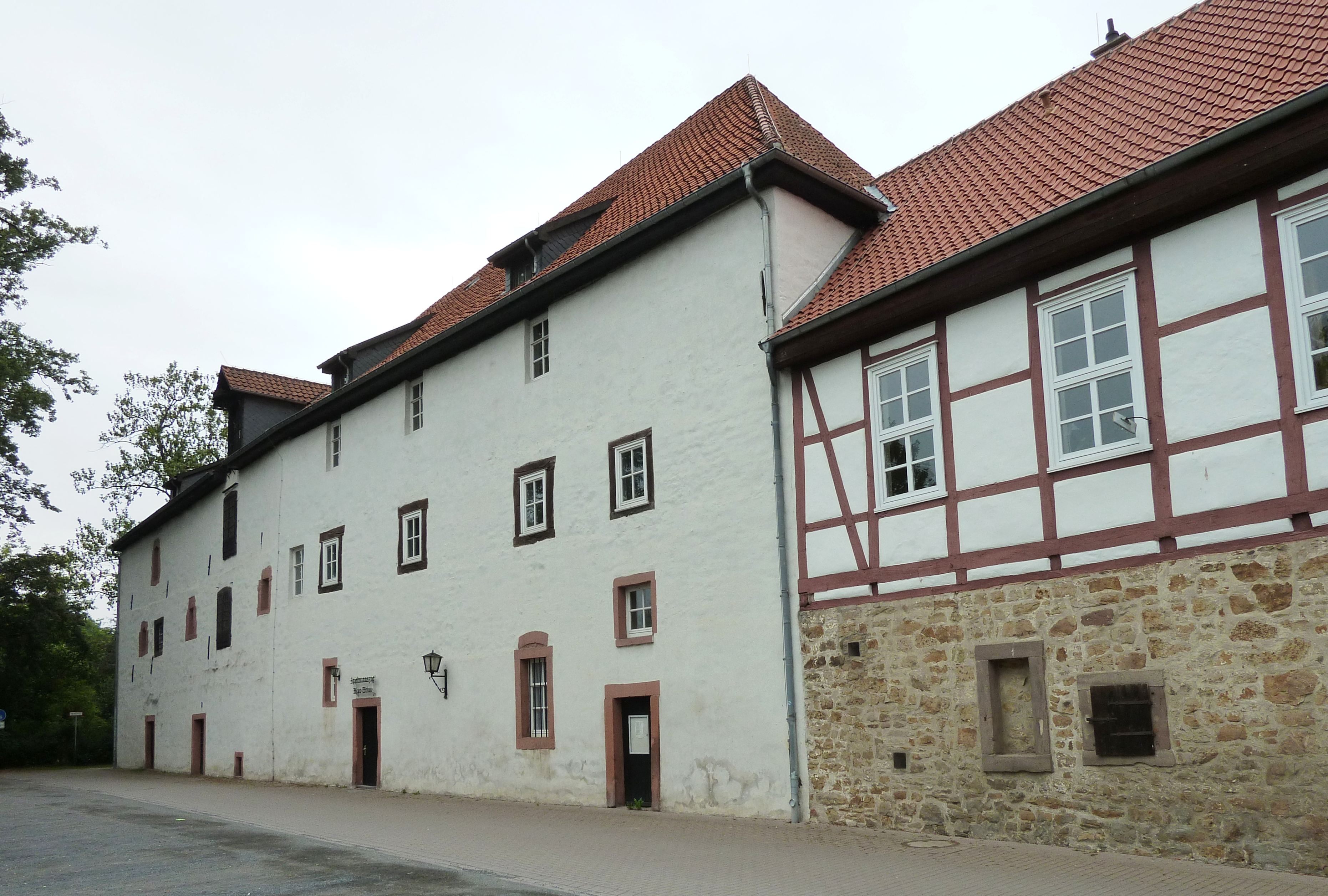
Overblijfsel van Kasteel Moringen
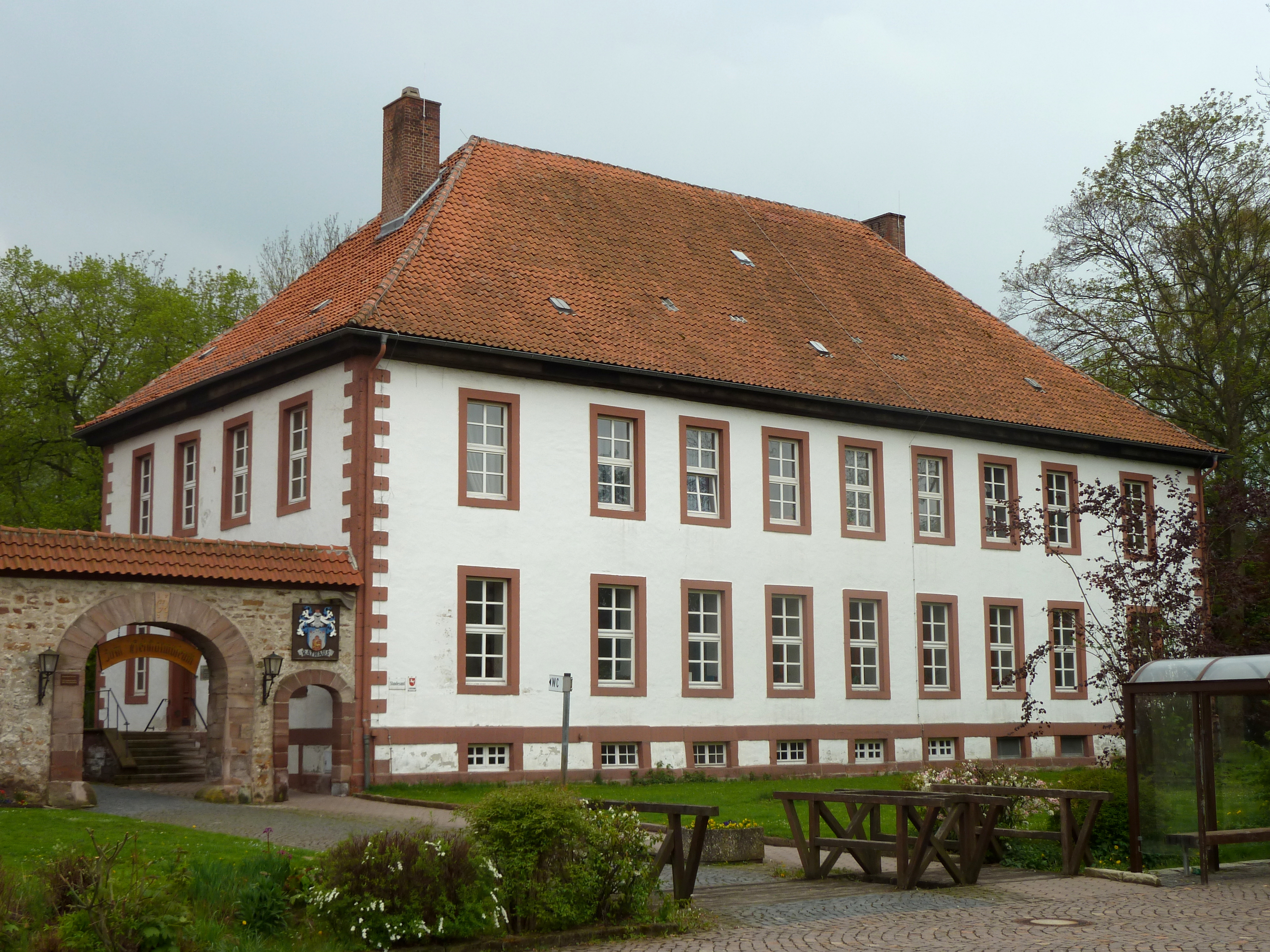
Gemeentehuis
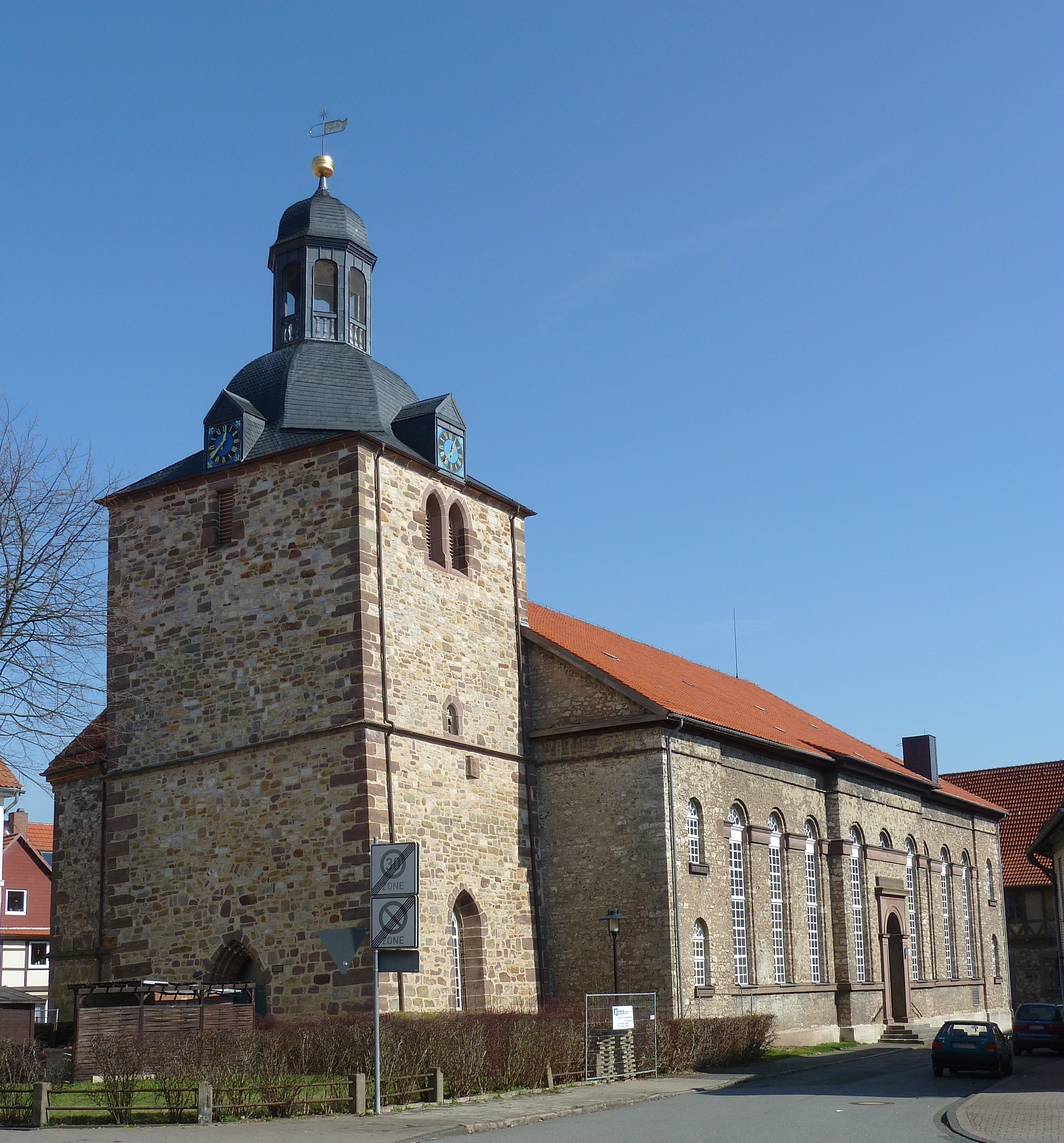
Evang.-lutherse stadskerk, voorheen Onze-Lieve-Vrouwekerk (1850)

## Belangrijke personen in relatie tot de stad
- Heinrich Ludwig Rudolf Fuess (* 28 september 1838 in Moringen; † 21 november 1917 in Berlijn) mechanicus, uitvinder van verbeterde microscopen en andere meetinstrumenten voor de geologie en meteorologie

- Bibliothèque nationale de France: cb144005808 (data)
- Gemeinsame Normdatei: 4040265-4
- Library of Congress Control Number: n99280032
- MusicBrainz: 92a5a7b2-4886-4c60-94c4-3b91d328e94a
- Nationale Bibliotheek van Israël: 987007465787205171
- Virtual International Authority File: 128028671
- WorldCat: E39PBJhCDC6cjBT9KJvTBpvJXd

Bad Gandersheim · 
Bodenfelde · 
Dassel · 
Einbeck · 
Hardegsen · 
Kalefeld · 
Katlenburg-Lindau · 
Moringen · 
Nörten-Hardenberg · 
Northeim · 
Uslar